# Louis Maillard (astronome)
Pour les articles homonymes, voir Louis Maillard et Maillard.
Louis Maillard, né le 28 septembre 1867 et mort le 7 janvier 1938, est un astronome et professeur d'astronomie et de mathématiques suisse né en France.

## Biographie
En 1902, Maillard succède à Charles Dufour à un poste de professeur à l'Université de Lausanne. Maillard est professeur d'astronomie et de mathématiques générales ou sciences mathématiques. Il a été directeur des Écoles industrielle et commerciale et du collège mathématique du canton de Vaud. En 1906, il fonde le Bulletin d'Astronomie de l'Université de Lausanne.
En 1905, Maillard rédige un document de prise de position[Quoi ?] et, en 1907, il organise un comité dans le but de créer un observatoire de l'Université de Lausanne. Le philanthrope Jean-Jacques Mercier-de Molin lui fournit une somme d'argent importante pour le projet[évasif]. En 1915, le travail sur les plans de l'observatoire sont interrompus à cause de la Première Guerre mondiale. La poursuite de la planification de l'observatoire est relancée en 1924. Au printemps 1928, E. Schaer termine un miroir de 62 centimètres. Toutefois, en raison de sa mauvaise santé, Maillard démissionne de son poste de professeur en 1928 et le travail sur l'observatoire continue sous son successeur Gustave Juvet.
En 1920 Maillard fut conférencier invité au Congrès international des mathématiciens tenu à Strasbourg.